# Reborn (film)
Reborn  è un film del 1981, diretto da Bigas Luna.

## Trama
Mark scopre che sua figlia Maria presenta delle stigmati. Questo evento provoca l'interesse di un predicatore televisivo, tale Tom Hartley. Il reverendo approfitta della bambina al fine di pubblicizzare il suo programma. Ma ben presto se ne accorgerà il padre il quale farà di tutto pur di proteggere la sua piccola dall'ipocrisia del simoniaco.

## Produzione
Fu la prima esperienza internazionale di Bigas Luna. Il cineasta si trasferì a Los Angeles per iniziare tale progetto.
Originariamente, il film doveva intitolarsi Bloody Mary. La casa di produzione, in seguito, modificò il nome per evitare di essere confuso con Il diavolo a sette facce (conosciuto, all'estero, come il suddetto lavoro di Luna).
La pellicola venne girata tra Barcellona e Houston.

## Distribuzione
Uscito nelle sale spagnole il 27 settembre 1981, il lungometraggio è noto anche col titolo Renacer.
La pellicola venne edita solo in formato VHS, in lingua originale.

## Accoglienza
Nonostante la presenza di divi americani, il lungometraggio fu un flop commerciale. 

## Riconoscimenti
- 1981 - Festival internazionale del cinema di San Sebastián[3]
  - Candidatura per Miglior Film